# 新保博
新保博（しんぼ ひろし、1923年11月11日 - 2002年2月17日）は、日本の経済史学者。

## 略歴
旧・東京市本郷区生まれ。慶應義塾大学経済学部経済学科入学後、学徒出陣により横須賀重砲兵連隊に入営。1945年に復学。大学では日本経済論を専攻する伊東岱吉のゼミに所属する。1947年 慶應義塾大学経済学部経済学科卒（卒論は「前期的賃労働の形成過程」）、同副手を経て、1951年 神戸大学経済学部助手、1952年 講師、1953年 助教授、1963年 教授。1964年「近世農村の史的考察 商品経済の発展と農村構造の変化」で神戸大学経済学博士。1978-1980年 神戸大学経済学部長を務め、1987年 定年退官、名誉教授、中京大学経済学部教授を務め、1998年 退職。数量経済史を専門とした。

## 著書
- 『封建的小農民の分解過程 近世西摂津菜種作地帯を中心に』新生社 1967
- 『日本近代信用制度成立史論』神戸大学研究双書刊行会 1968
- 『近世の物価と経済発展 前工業化社会への数量的接近』東洋経済新報社 1978
- 『寛政のビジネス・エリート 大阪商人・草間直方にみる江戸時代人の経営感覚』PHP研究所 21世紀図書館 1985
- 『近代日本経済史 パックス・ブリタニカのなかの日本的市場経済』創文社 現代経済学選書 1995

### 共編著
- 『数量経済史入門 日本の前工業化社会』速水融,西川俊作共著 日本評論社 叢書・現代経済学入門 1975
- 『日本経済の発展 近世から近代へ(数量経済史論集)』梅村又次他共編 日本経済新聞社 1976
- 『近代移行期の日本経済 幕末から明治へ』安場保吉共編 日本経済新聞社 数量経済史論集 1979
- 『日本経済史 2 近代成長の胎動』斎藤修共編 岩波書店 1989

### 翻訳
- J.R.ヒックス『経済史の理論』日本経済新聞社 1970 のち講談社学術文庫
- ジョン・W.ホール,マリウス・B.ジャンセン編『徳川社会と近代化』宮本又次共監訳 ミネルヴァ書房 1973
- ミシェル&ヘンリック・シュミーゲロウ『日本の教訓 戦略的プラグマティズムの成功』鳴沢宏英共監訳 東洋経済新報社 1991

## 論文
- ＜新保博